# Leninskaja (metropolitana di Nižnij Novgorod)
Leninskaja (in russo Ленинская?) è una stazione della linea Avtozavodskaja, la linea 1 della metropolitana di Nižnij Novgorod. È stata inaugurata il 20 novembre 1985.